# Paolo Mazzoleni
Paolo Silvio Mazzoleni (Bergamo, 12 juni 1974) is een Italiaans voetbalscheidsrechter. Hij is sinds 2004 aangesloten bij de Italiaanse voetbalbond en bij de FIFA sinds 2011. Naast interlands leidt hij in Italië competitiewedstrijden in de Serie A en B. Paolo Mazzoleni heeft een drie jaar oudere broer, Mario, die ook actief was als scheidsrechter en floot op het hoogste nationale niveau. Samen maakten ze van 2004 tot 2006 deel uit van de hoogste Italiaanse scheidsrechterscategorie.
In 2005 startte Mazzoleni, antiquaar van beroep, met het leiden van wedstrijden in de Italiaanse voetbalcompetitie. In het seizoen 2005/06 van de Serie A leidde hij acht wedstrijden, waarin hij 23 gele kaarten uitdeelde. Zijn debuut maakte hij op 16 april 2005 in een competitiewedstrijd tussen ACR Messina en Udinese, die eindigde in een 1-0-overwinning voor Messina, waarin hij vier kaarten trok. Mazzoleni floot in seizoen 2010/11 reeds achttien wedstrijden in de hoogste competitie. Over een periode van zeven seizoenen leidde hij bijna honderd Serie A-wedstrijden, twintig wedstrijden in de Serie B, zes bekerwedstrijden en zes wedstrijden in het kwalificatietoernooi voor de Europa League. Op 11 augustus 2012 leidde Mazzoleni de Supercoppa tussen Juventus en SSC Napoli. In de wedstrijd, die eindigde in een 4-2 winst voor Juventus, liet hij Arturo Vidal een strafschop benutten, deelde hij tweemaal een gele kaart en dus rood uit aan Juan Zúñiga, stuurde hij Napoli-coach Walter Mazzarri naar de tribunes en stuurde hij Goran Pandev in de 82e minuut van het veld. Zijn beslissingen leidden tot kritiek bij de spelers van Napoli, die weigerden het erepodium te betreden.
Mazzoleni werd in 2011 lid van de FIFA en leidde op 11 november zijn eerste interland. In de vriendschappelijke wedstrijd tussen Albanië en Azerbeidzjan, die eindigde in een 0-1 stand, deelde hij geen kaarten uit.

## Interlands
| №  | Datum            | Plaats                 | Wedstrijd              | Uitslag | Competitie                  | Kreeg geel | Kreeg voor de tweede keer geel en dus rood | Weggestuurd |
| -- | ---------------- | ---------------------- | ---------------------- | ------- | --------------------------- | ---------- | ------------------------------------------ | ----------- |
| 1  | 11 november 2011 | Tirana, Albanië        | Albanië – Azerbeidzjan | 0 – 1   | Vriendschappelijk           | 0          | 0                                          | 0           |
| 2  | 6 februari 2013  | Saint-Denis, Frankrijk | Frankrijk – Duitsland  | 1 – 2   | Vriendschappelijk           | 0          | 0                                          | 0           |
| 3  | 8 juni 2013      | Lancy, Zwitserland     | Zwitserland – Cyprus   | 1 – 0   | Kwalificatie WK 2014        | 6          | 0                                          | 0           |
| 4  | 14 augustus 2013 | Faro, Portugal         | Portugal – Nederland   | 1 – 1   | Vriendschappelijk           | 2          | 0                                          | 0           |
| 5  | 9 oktober 2014   | Skopje, Macedonië      | Macedonië – Luxemburg  | 3 – 2   | Kwalificatie EK 2016        | 8          | 0                                          | 0           |
| 6  | 13 november 2015 | Alicante, Spanje       | Spanje – Engeland      | 2 – 0   | Vriendschappelijk           | 1          | 0                                          | 0           |
| 7  | 28 mei 2016      | Lancy, Zwitserland     | Zwitserland – België   | 1 – 2   | Vriendschappelijk           | 0          | 0                                          | 1           |
| 8  | 3 juni 2016      | Bergamo, Italië        | Albanië – Oekraïne     | 1 – 3   | Vriendschappelijk           | 3          | 0                                          | 0           |
| 9  | 9 oktober 2016   | Cardiff, Wales         | Wales – Georgië        | 1 – 1   | Kwalificatie WK 2018        | 4          | 0                                          | 0           |
| 10 | 9 juni 2017      | Tórshavn, Faeröer      | Faeröer – Zwitserland  | 0 – 2   | Kwalificatie WK 2018        | 2          | 0                                          | 0           |
| 11 | 8 oktober 2017   | Trnava, Slowakije      | Slowakije – Malta      | 3 – 0   | Kwalificatie WK 2018        | 6          | 0                                          | 0           |
| 12 | 10 november 2017 | Brussel, België        | België – Mexico        | 2 – 3   | Vriendschappelijk           | 2          | 0                                          | 0           |
| 13 | 23 maart 2018    | Zürich, Zwitserland    | Egypte – Portugal      | 1 – 2   | Vriendschappelijk           | 2          | 0                                          | 0           |
| 14 | 1 juni 2018      | Bergamo, Italië        | Egypte – Colombia      | 0 – 0   | Vriendschappelijk           | 0          | 0                                          | 0           |
| 15 | 8 juni 2018      | Poznań, Polen          | Polen – Chili          | 2 – 2   | Vriendschappelijk           | 2          | 0                                          | 0           |
| 16 | 14 oktober 2018  | Beër Sjeva, Israël     | Israël – Albanië       | 2 – 0   | UEFA Nations League 2018/19 | 5          | 0                                          | 0           |

Bijgewerkt op 2 november 2018.